# Saelices el Chico
Saelices el Chico es un municipio y localidad española de la provincia de Salamanca, en la comunidad autónoma de Castilla y León. Se integra dentro de la comarca de Ciudad Rodrigo y la subcomarca del Campo de Argañán. Pertenece al partido judicial de Ciudad Rodrigo.
Además de Saelices el Chico, su término municipal está formado por los despoblados de Berrocal del Río, Majuelos y Sageras del Río, ocupa una superficie total de 45,55 km² y tiene una población de 173 habitantes (INE 2024).

## Símbolos

### Escudo
El escudo heráldico que representa al municipio fue aprobado con el siguiente blasón:

«Escudo partido. Primero, cortado a su vez; primero de plata con un puente de dos ojos, de su color, mazonado de sable y exento; segundo, de oro con pico y pala de azur, puestos en aspa. Segundo, de azur con tres columnas de oro puestas en faja. Bordura general de gules con ocho cruces de oro. Timbrado de la Corona Real Española»

### Bandera
La bandera municipal fue aprobada con la siguiente descripción textual:

«Bandera cuadrada, de proporción 1:1, de paño azul, cargado en su centro del escudo municipal, en sus colores»

## Historia

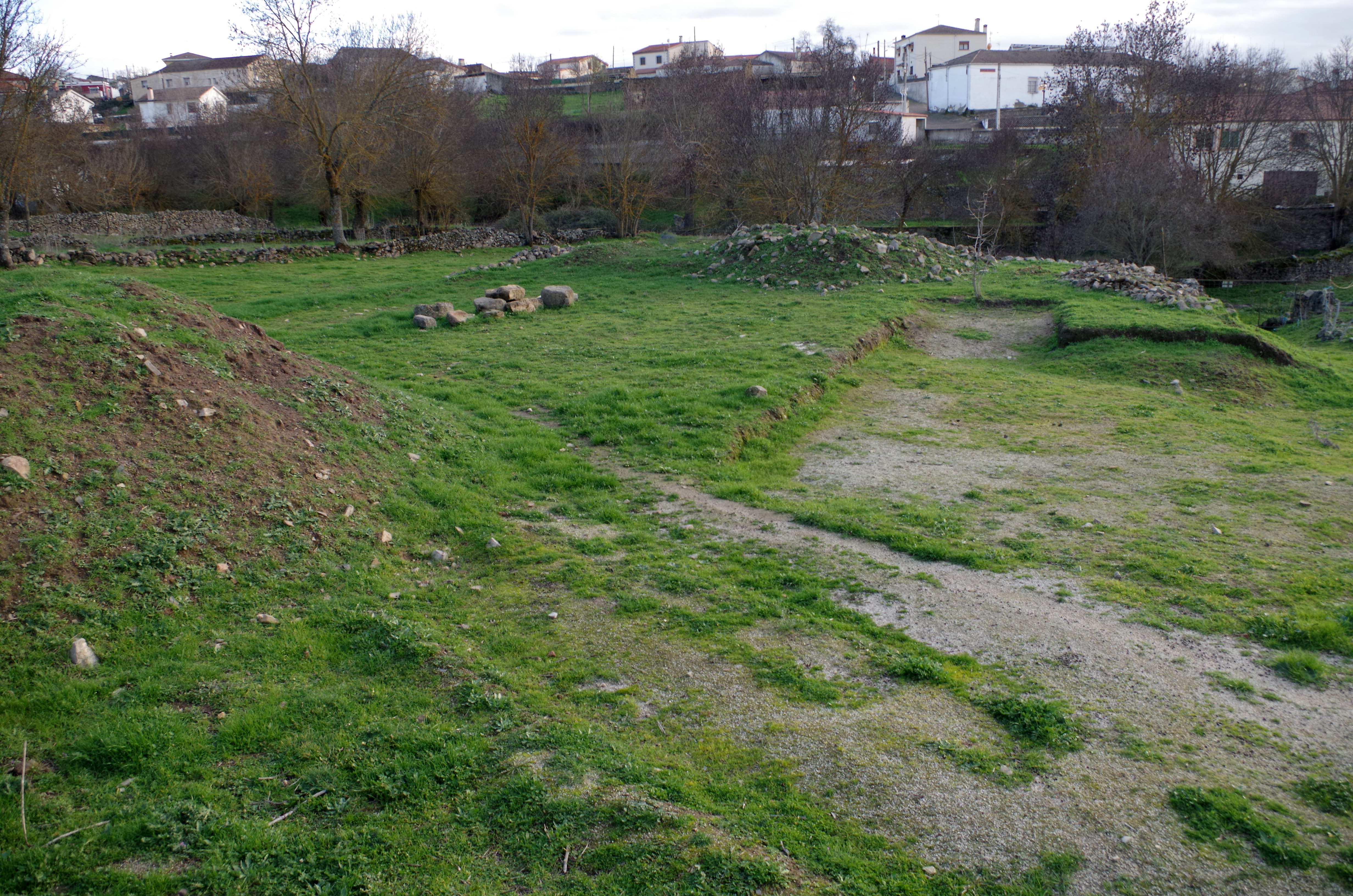
Solar de la villa romana. Tapado a la espera de su estado definitivo.

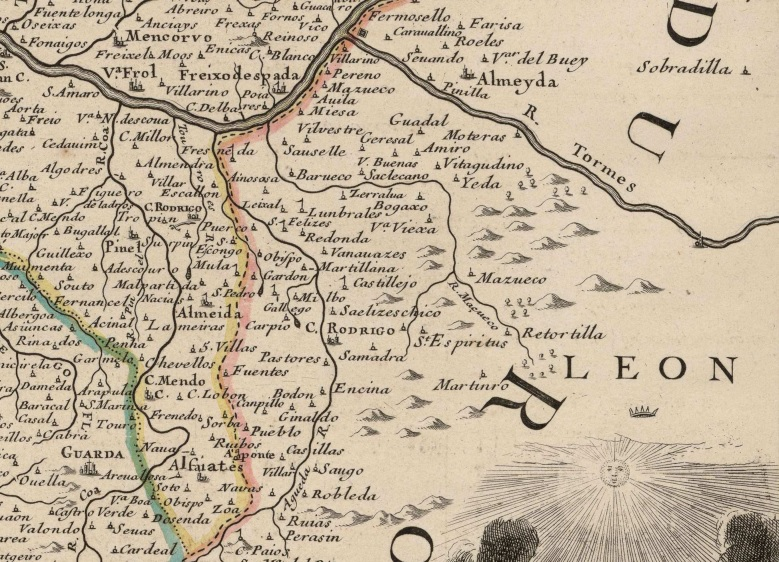
Detalle del oeste salmantino en un mapa del, en el que se puede observar Saelices el Chico.

Vestigios de su más remoto pasado han sido encontrados en el mismo casco urbano cuando se acometieron obras en el saneamiento y alcantarillado. Las excavaciones arqueológicas descubrieron bajo restos de muros medievales, huellas de una villa romana del siglo IV, levantada probablemente sobre otra anterior perteneciente al siglo I.
Sepultadas de nuevo hasta que la Administración competente decida su futuro y su estado definitivo, queda la noticia del descubrimiento, entre otros, de uno de los pasillos de la residencia cubierto con suelo de mosaicos en magnífico estado de conservación. 
No lejos del punto central del yacimiento, un bonito puente de aquella época según se apunta —construido en pizarra y perfiles de ladrillo en el frente de sus dos pequeños arcos— salva el arroyo Grande, dentro del trazado que seguía la cañada de Lumbrales. La iglesia de San Benito recuerda con su nombre la pertenencia que la aldea de «Sancti Felicis» tuvo de la Orden Benedictina, desde que el rey Fernando II de León la donara, en 1169, a los monjes reunidos en el convento de Santa Águeda (Ciudad Rodrigo), de los que pasó a sus hermanos del monasterio de San Vicente (Salamanca), a la desaparición de aquel en 1450. Desprovista de retablos e imágenes de épocas anteriores, su planta es de única nave de tres tramos y cabecera cuadrada, marcando el estilo de sus arcos medio punto el principal, apuntados los de la nave distintas etapas constructivas, correspondiendo la de mayor antigüedad a la del principal, levantado sobre columnas pareadas de discreta omamentación geométrica en sus capitales.
Con la creación de las actuales provincias en 1833, Saelices quedó encuadrado en la provincia de Salamanca, dentro de la Región Leonesa.
Hacia mediados del siglo XIX, el lugar, ya por entonces con ayuntamiento propio, tenía contabilizada una población de 214 habitantes. Aparece descrito en el decimotercer volumen del Diccionario geográfico-estadístico-histórico de España y sus posesiones de Ultramar de Pascual Madoz con las siguientes palabras:

SAELICES EL CHICO: v. con ayunt. en la prov. de Salamanca (16 leg.), part. jud. y dióc. de Ciudad-Rodrigo (2), aud. terr. de Valladolid (38) y c. g. de Castilla la Vieja. sit. en terreno despejado al N. de la cab. del part.; el clima es sano, siendo las intermitentes las enfermedades mas comunes. Se compone de 90 casas con la del ayunt.; una fuente de agua de inferior calidad; una escuela de instruccion primaria concurrida por 30 niños; igl. parr. (San Benito abad) servida por un cura de entrada y de nombramiento del abad de PP. benitos del colegio de San Vicente de Salamanca, y un cementerio que en nada perjudica á la salud pública. Confina el térm. por el N. con el de Castillejo de Martin Viego; E. deh. de Lisedo; S. deh. de Majuelos y de Sajeras, y O. con el r. Agueda; tiene varias fuentes y muchos manantiales abundantes. El terreno es generalmente llano y participa de tres calidades, bueno, regular y malo, habiendo en él una deh. de encina y roble. Los caminos conducen á los pueblos inmediatos. El correo se busca en la cab. del part. prod.: trigo candeal, centeno, algarrobas, patatas, garbanzos y toda clase de legumbres; hay ganado lanar y vacuno y caza de conejos y perdices. pobl : 71 vec.; 214 alm. riqueza prod.: 454,950 rs. imp.: 18,146. Esta v. tiene agregados los desp. y alq. de Berrocal de Camaces, Capilla del Rio, Ledín, Liseda, Majuelos, Mariego, Perochico y Sageras del Rio, y perteneció con toda su jurisd. al colegio de San Vicente (monges benitos) de Salamanca.
(Madoz, 1849, p. 615)

## Geografía humana

### Demografía
Cuenta con una población de 173 habitantes (INE 2024).
| Gráfica de evolución demográfica de Saelices el Chico entre 1842 y 2021                                               |
| |
| Población de derecho según los censos de población del INE. Población de hecho según los censos de población del INE. |

A 31 de diciembre de 2018, tenía una población total de 147 habitantes, de los cuales 81 eran hombres y 66 mujeres. Respecto al año 2000, el censo refleja 176 habitantes, de los cuales 92 eran hombres y 84 mujeres. Por lo tanto, la pérdida de población en el municipio para el periodo 2000-2018 ha sido de 29 habitantes, un 17% de descenso.
Dentro del término municipal se censan, además de Saelices el Chico, los núcleos de población de Berrocal del Río, Majuelos y Sageras del Río, que se consideran totalmente despoblados.

### Economía
Hasta hace unos años el pueblo contaba con una importante mina de uranio a cielo abierto explotada por la sociedad estatal Empresa Nacional del Uranio S.A. (ENUSA) desde 1974 hasta finales de 2001. Actualmente la zona se encuentra restaurada. Después de su cierre definitivo la agricultura y la ganadería volvieron a ser las principales fuentes de riqueza económica en un término especialmente agraciado con la belleza paisajística que encierra la larga franja ribereña al río Águeda, que, al poco de bañar Ciudad Rodrigo, marca límite municipal a lo largo de unos quince kilómetros de recorrido. El cierre de la mina de uranio ha acentuado en la localidad el éxodo rural, que ha visto su población reducida en cincuenta años a tan sólo una sexta parte.
Recientemente (2010), la sociedad australiana Berkeley Resources mostró interés en reabrir la mina, realizando prospecciones. Posteriormente, decidió en contra.

## Monumentos y lugares de interés

### Los molinos
Partiendo de la plaza en la que se sitúan la iglesia y ayuntamiento salen dos caminos fáciles para la práctica del senderismo y con alguna dificultad para hacerlo sobre cuatro ruedas, desembocan en el río Águeda en las inmediaciones de sendos molinos inmersos en parajes de extraordinaria belleza. El primero de ellos, llamado Camino de la Parra, busca en su comienzo el Caño Viejo -fuente abovedada con ladrillo- con la Ermita del Cristo al fondo, con graciosa portada flanqueada por ventanas en forma de cruz lobulada, protegida por simple tejadillo de teja curva.
El frontón que se deja a la derecha, constituye la próxima referencia hasta pasar junto a la Fuente del Álamo (0,8 km), antes de dejar a ambos lados las elevaciones de Valcabrero (704 m s. n. m.) y del Teso Alto (699 m s. n. m., hacia cuya cima se dirige un camino de 2,4 km por la izquierda. Poco más tarde, al inicio del descenso, el curso de un regato ocasional corre paralelo por la derecha, ocultando los zarzales de buena mora (3,1 km) una lancha de piedra conocida como la Peña de la Vieja, pues, se dice, que al pasar por allí una anciana, hace ya mucho tiempo, arrojó al arroyo una piedrecita que venía molestándola al andar, siendo su sorpresa que esta empezara a crecer hasta alcanzar el tamaño suficiente como para permitirla cruzarlo sin contratiempo alguno. Tan sólo un kilómetro más para llegar hasta el río en cuya orilla frontera se alza el Molino de la Parra, al término de esta primera ruta marcado por una alambrada que corta el camino.

## Cultura

### Festividades
El patrón de la villa es Santa Cruz, festividad que se celebra el 3 de mayo. Además de esta festividad, a finales de los años 70, se creó a través de todos los emigrantes salidos del pueblo otra fiesta cuyo patrón es San Benito y la festividad se celebra el segundo fin de semana de agosto.

## Administración y política
| Partido político                         | 2019  | 2019  | 2019       | 2015  | 2015  | 2015       | 2011  | 2011  | 2011       | 2007  | 2007  | 2007       | 2003  | 2003  | 2003       |
| Partido político                         | %     | Votos | Concejales | %     | Votos | Concejales | %     | Votos | Concejales | %     | Votos | Concejales | %     | Votos | Concejales |
| Partido Socialista Obrero Español (PSOE) | 42,11 | 48    | 3          | 44,21 | 42    | 2          | 59,72 | 86    | 4          | 46,28 | 56    | 4          | 36,22 | 46    | 2          |
| Partido Popular (PP)                     | 39,47 | 45    | 2          | 53,68 | 51    | 3          | 27,78 | 40    | 1          | 24,79 | 30    | 0          | 28,35 | 36    | 1          |
| Ciudadanos (Cs)                          | 18,42 | 21    | 0          | —     | —     | —          | —     | —     | —          | —     | —     | —          | —     | —     | —          |
| Coalición SI por Salamanca (SI)          | —     | —     | —          | —     | —     | —          | 22,22 | 32    | 0          | —     | —     | —          | —     | —     | —          |
| Unión del Pueblo Salmantino (UPSa)       | —     | —     | —          | —     | —     | —          | —     | —     | —          | 34,71 | 42    | 1          | 36,22 | 46    | 2          |